# Заболотье (Львовский район)
Заболотье (укр. Заболоття) — село в Комарновской городской общине Львовского района Львовской области Украины.
Население по переписи 2001 года составляло 22 человека. Занимает площадь 0,34 км². Почтовый индекс — 81564. Телефонный код — 3231.

## История
В 1946 году указом ПВС УССР хутор Колония переименован в Заболотье.